# Società Ginnastica Comunale Sampierdarenese
La Società Ginnastica Comunale Sampierdarenese és un club gimnàstic de la ciutat de Gènova (Itàlia). Destacà a la primera meitat del segle xx per la seva secció de futbol.

## Història
La Sampierdarenese va néixer el 6 de juny de 1891 per iniciativa de l'associació estudiantil Gymnasium (1878) i la de treball Mutuo Soccorso Universale (1851). El seu primer president fou Andrea Terrile i les seves primeres activitats foren la gimnàstica i l'halterofília, però successivament s'incorporaren seccions d'esgrima, ciclisme, rem, lluita grecoromana, natació, tamborí, basquetbol, atletisme, tir al vol i sobretot futbol.
El 18 de maig de 1892 s'afilià a la Federació Italiana de Gimnàstica. Aquesta secció es manté activa avui dia i el 1969 va rebre l'estel d'or al mèrit esportiu.
La secció de futbol del club es creà el 1901, jugant inicialment a la Piazza d'Armi i més tard a Fornace. El seu primer uniforme era blanc amb una banda horitzontal negra. El 1919 hi ingressà el Pro Liguria, un club actiu des del 1897. Com a resultat canvià de denominació per la d'AC Sampierdarenese i afegí una banda vermella al seu uniforme. A més aconseguí el dret de participar en la màxima categoria del futbol italià. El 1920 passà a jugar a l'Stadio di Villa Scassi i la temporada 1921-22 aconseguí el seu millor resultat esportiu en ser finalista del campionat de la FIGC, perdent davant el Novese.
El 2 de juliol de 1927, per voluntat del règim feixista, la societat es fusionà amb l'Andrea Doria donant vida a una nova entitat anomenada La Dominante, posteriorment anomenada FBC Liguria. Després del descens a la Sèrie C la temporada 1930-31, es desfeu la unió entre els clubs fundadors i renasqué la societat amb el nom original de Sampierdarenese.
L'any 1937 el Règim imposa una nova fusió amb els clubs Rivarolese Nazionale Liguria i AS Polisportiva Corniglianese i el canvi de nom a Associazione Calcio Liguria, mantenint l'uniforme de la Sampierdarenese. Aquest club durà fins a l'acabament de la Segona Guerra Mundial, el 1945, quan es retornà al nom històric. Es traslladà a l'Estadi Marassi, però els problemes financers portaren l'entitat a fusionar-se, el 12 d'agost de 1946 amb la Società Ginnastica Andrea Doria per formar l'Unione Calcio Sampdoria. Després de la fusió es creà un nou club anomenat US Sampierdarenese 1946 que participà en les categories inferiors.